# 若阿勒-法久特

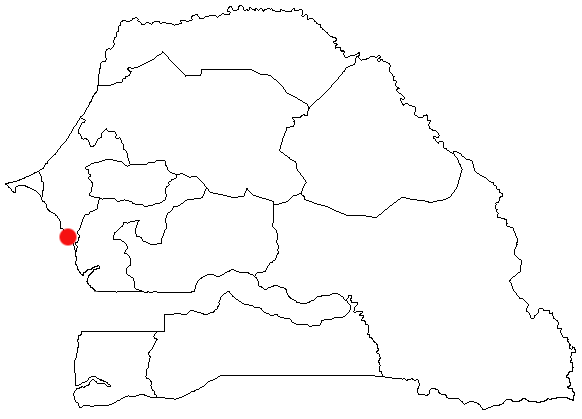
若阿勒-法久特在塞內加爾的位置

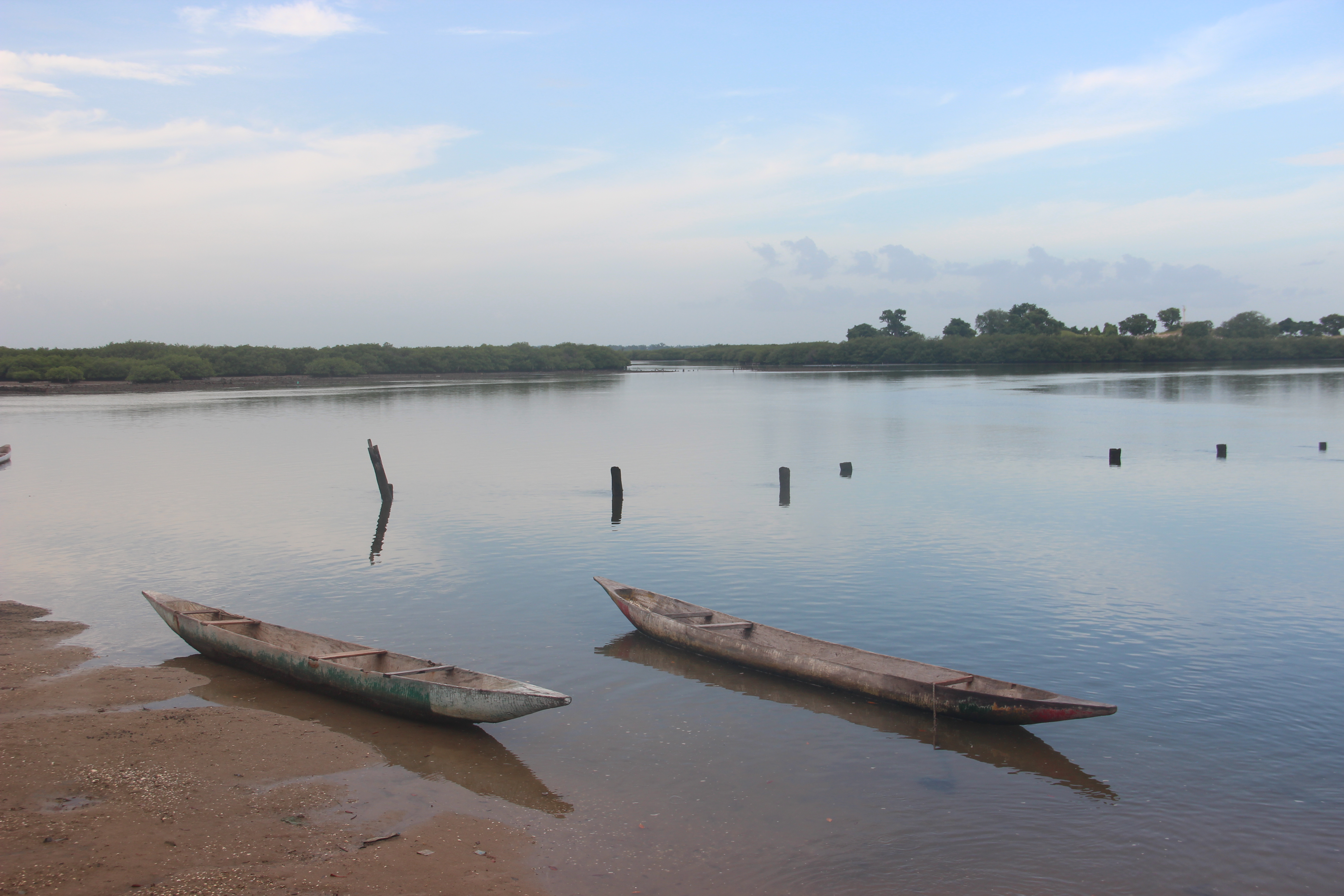
若阿勒-法久特的船隻

若阿勒-法久特（法语：Joal-Fadiouth）是位于塞内加尔东部大西洋沿岸的一个小村庄，由位于大陆的“若阿勒”和用桥相连的岛屿“法久特”两部分组成。
塞内加尔第一任总统利奥波德·塞达尔·桑戈尔就出生在若阿勒。

## 友好城市
- 加拿大格兰比
- 法國維尼西厄
- 法國塞纳河畔诺让

14°09′11″N 16°49′54″W / 14.15314°N 16.83164°W